# راجر آلتونیان
راجر ادوارد کالینگوود آلتونیان ( انگلیسی: Roger Edward Collingwood Altounyan; ۱۹۲۲ – ۱۹۸۷) پزشک و داروشناس اهل ارمنستان-انگلستان که پیشگام استفاده از کرومولین سدیم به عنوان یک درمان برای آسم بود. خانواده وی به بریتانیا نقل مکان نمود جایی که وی آموزش پزشکی دید و تحقیقات پیشگام خویش را آغاز نمود.

## زندگینامه
آلتونیان در سال ۱۹۴۱ به نیروی هوایی سلطنتی بریتانیا پیوست و به عنوان مربی پرواز مشغول به کار شد.